# Wapula

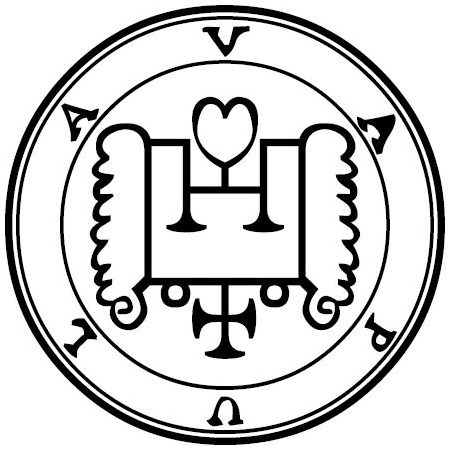
Sigil potrzebny do przywołania Wapuli

Wapula – w tradycji okultystycznej, sześćdziesiąty duch Goecji. Znany również pod imionami Vapula, Naphula i Nafula. By go przywołać i podporządkować, potrzebna jest jego pieczęć, która według Goecji powinna być zrobiona z miedzi.
Jest wielkim, potężnym i silnym księciem piekła. Rozporządza 36 legionami duchów.
Naucza rękodzieła, mechaniki i wszelkiego fachu. Przekazują swoją wiedzę z zakresu filozofii i innych nauk.
Wezwany ukazuje się pod postacią lwa ze skrzydłami gryfa.